# آنوشاوان تر-قوندیان
آنوشاوان گریگوری تر-قوندیان (ارمنی: Անուշավան Գրիգորի Տեր-Ղևոնդյան؛  زادهٔ ۲۴ فوریهٔ ۱۸۸۷ - درگذشته ۶ ژوئن ۱۹۶۱) آهنگساز، موسیقی‌شناس، رهبر ارکستر و آموزگار موسیقی اهل ارمنستان بود. وی بین سال‌های - تا - میلادی فعالیت می‌کرد.

## زندگی‌نامه
وی در ۸ مارس [سبک قدیمی: ۲۴ فوریه] ۱۸۸۷ در تفلیس به دنیا آمد و از دانشکده حقوق دانشگاه دولتی سنت پترزبورگ و کنسرواتوار سنت پیترزبورگ فارغ‌التحصیل گشت. وی در کنسرواتوار دولتی کومیتاس ایروان فعالیت می‌کرد. وی همچنین برنده جوایزی همچون هنرمند مردمی ارمنستان شوروی (۱۹۵۳) شد. وی در ۶ ژوئن ۱۹۶۱ در سن ۷۴ سالگی در ایروان درگذشت.

## نگارخانه

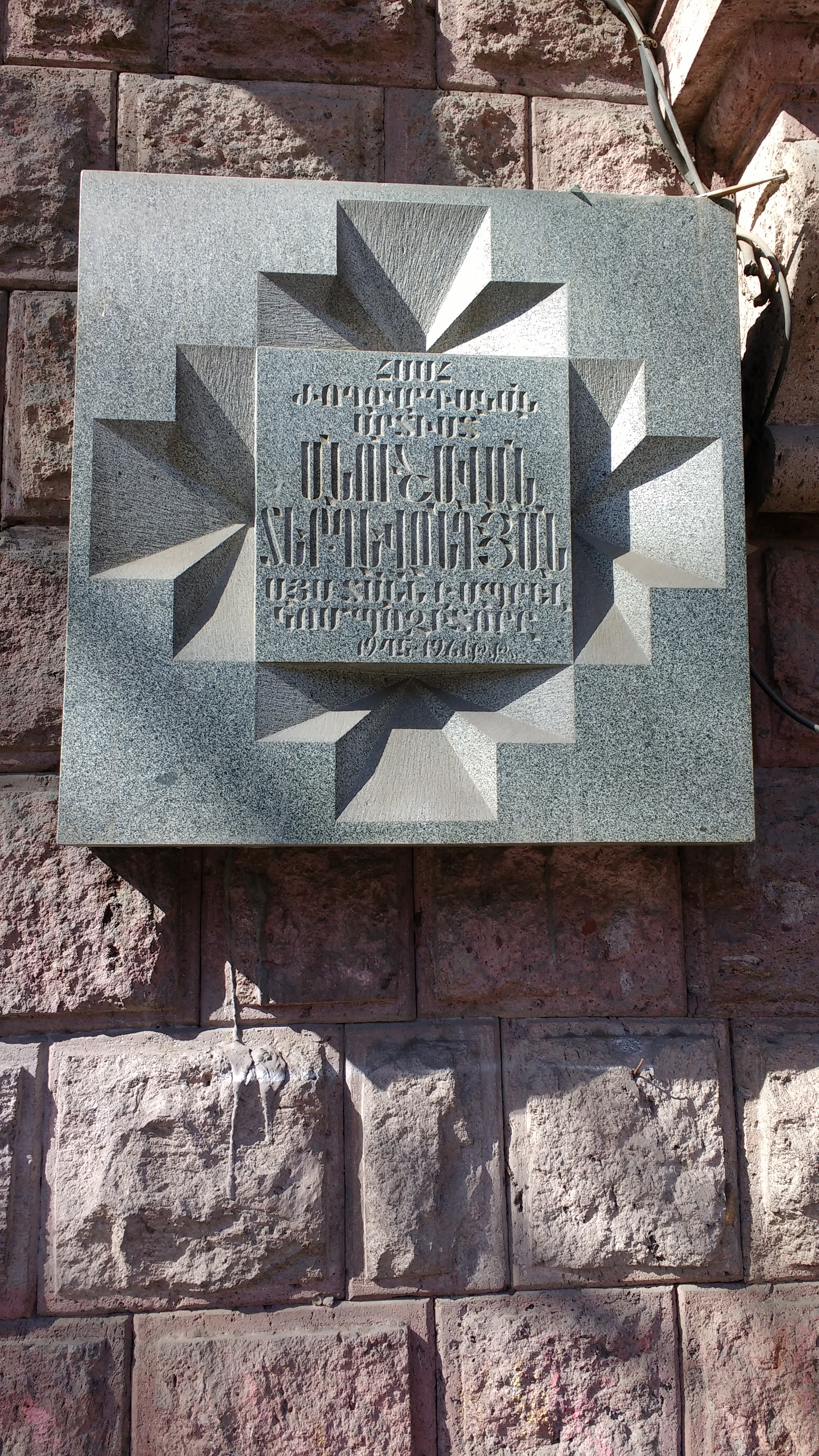